# Барроу (пролив)
Барроу (англ. Barrow Strait) — пролив, отделяющий острова Девон и Корнуоллис от островов Сомерсет, Принца Уэльского и Принс-Лиополд в Канадском Арктическом архипелаге.

## География
Пролив Барроу расположен в центральной части Канадского Арктического архипелага и является частью одного из маршрутов через Северо-Западный проход наряду с проливами Мак-Клур, Вайкаунт–Мелвилл и Ланкастер. В англоязычных источниках эти четыре пролива называют Parry Channal (пролив Парри). Пролив Парри отделяет Острова Королевы Елизаветы от остальной части Канадского Арктического архипелага.
Пролив Барроу соединяет пролив Вайкаунт-Мелвилл, расположенный на западе, с проливом Ланкастер на востоке. На северо-востоке соединяется с проливом Веллингтон, на юге — с проливом Пил. Совместно с другими проливами соединяет принадлежащие к бассейну Северного Ледовитого океана моря Баффина и Бофорта.
Максимальная ширина пролива равна 106 км, минимальная ширина — 45 км. Длина пролива составляет 270 км. В отношении пролива верно определение «шейка бутылки», которое дал ему командир подводной лодки USS Seadragon капитан Д. П. Стил, который прошёл проливом в 1962 году. Первые 48 км на востоке пролив не имеет островов. Острова Лаутер, Янг, Гарретт лежат к югу от острова Батерст, остров Гриффит — к югу от острова Корнуоллис. Максимальная глубина пролива составляет 200 метров.

## История
Пролив Барроу открыт Вильямом Парри в 1819 году и назван им в честь Джона Барроу, второго секретаря Британского Адмиралтейства.